# Tamana (Wallis und Futuna)
Tamana ist ein Dorf im Königreich Alo, welches als Teil des französischen Überseegebiets Wallis und Futuna zu Frankreich gehört.

## Lage
Das Dorf erstreckt sich an der Ostküste der Insel Futuna zwischen Poi und Tuatafa. Von hier aus führt ein Weg durch das unbesiedelte und hügelige Inland Futunas bis in die Hauptstadt Alos Malaʻe. Außerdem befindet sich mit der Chapelle de Tamana ein kleines Kirchengebäude im Dorf.

## Bevölkerung
Während 2003 noch 226 Einwohner und 2008 noch 184 Einwohner in Tamana lebten, sind es heute mit Stand 1. Januar 2023 nur noch 147 Einwohner. Somit nimmt  in Tamana, wie im übrigen Teil Wallis und Futunas auch, die Einwohnerzahl ab. Ein Großteil der jüngeren Bevölkerung wandert nach Neukaledonien aus.